# SAT@home
SAT@home —  российский проект добровольных вычислений на платформе BOINC, запущенный в сентябре 2011 года. Научной целью проекта является решение дискретных задач путём сведения их к задаче о выполнимости булевых формул (SAT, от англ. Satisfiability — выполнимость) в конъюнктивной нормальной форме (КНФ). Отыскание решения выбранной задачи производится с использованием одного из известных SAT-решателей, реализующего алгоритм DPLL. Проект поддерживается лабораторией Дискретного анализа и прикладной логики Института динамики систем и теории управления Сибирского отделения РАН и Центром распределённых вычислений Института проблем передачи информации. По состоянию на 19 сентября 2014 года в проекте приняли участие 18394 компьютеров 7239 пользователей из 124 стран, обеспечивая производительность порядка 3,1 терафлопс. Участвовать в проекте может любой желающий, обладающий компьютером с выходом в Интернет, установив на него программу BOINC.

## История проекта
Вычисления в рамках проекта стартовали в сентябре 2011 года с решения задачи криптоанализа генератора A5/1, применяющегося в GSM-связи. 
По известному фрагменту ключевого потока требовалось определить инициализирующую последовательность, то есть начальное заполнение регистров генератора. Целью проводимых вычислений являлось доказательство применимости SAT-подхода к решению данной задачи для тех случаев, когда другими методами (например, с использованием радужных таблиц) отыскание решения невозможно. В результате расчетов к маю 2012 года были решены 10 тестовых задач криптоанализа A5/1.

Первая пара ортогональных диагональных латинских квадратов порядка 10, найденная в проекте SAT@Home пользователями tanos и notnA

В июне 2012 года был запущен новый эксперимент, целью которого являлся поиск ортогональных пар диагональных латинских квадратов порядка 9. К августу 2012 года было найдено 134 пары, что доказало применимость данного подхода к поставленной задаче. Следом за этим был запущен эксперимент по поиску ортогональных пар диагональных латинских квадратов порядка 10. В результате вычислений на данный момент найдены 13 пар латинских квадратов, которые не совпадают с известными парами, приведенными в статье.

## Научные достижения
2012 год
- Показана применимость SAT-подхода для криптоанализа поточных шифров на примере генератора A5/1.
- Показана применимость SAT-подхода для нахождения ортогональных пар диагональных латинских квадратов. Найдено 5 ортогональных пар порядка 10[4].

2013 год
- Найдено 12 ортогональных пар диагональных латинских квадратов порядка 10[4].

Судя по всему, проект прекратил своё существование в 2016 году.